# 110-es évek
Évszázadok: 1. század · 2. század · 3. század
Évtizedek: 60-as évek · 70-es évek · 80-as évek · 90-es évek · 100-as évek · 110-es évek · 120-as évek · 130-as évek · 140-es évek · 150-es évek · 160-as évek
Évek: 110 · 111 · 112 · 113 · 114 · 115 · 116 · 117 · 118 · 119

## Események és irányzatok

### Római Birodalom
- A Római Birodalom eléri a legnagyobb kiterjedését.
- 115-ben a cyrenaicai zsidó közösség fellázad a római uralom ellen.

### Amerika
- 110 körül a Mississippi felső folyásánál virágzásnak indul a hopewell kultúra.

## A világ vezetői
- Traianus római császár uralkodása.
- Hadrianus római császár (117-138)
- I. Szixtusz pápa (115-125)